# كره الرجال

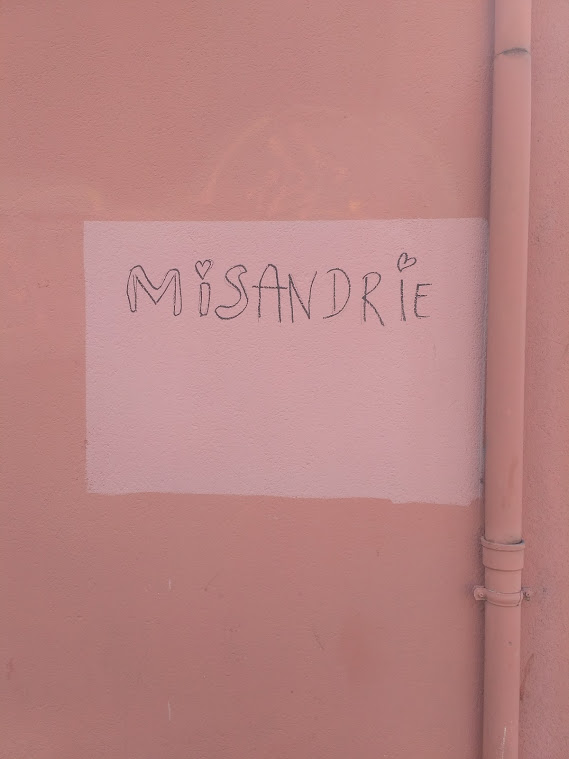

كراهية الرجال: هي كره أو ازدراء الرجال أو الفتيان. مع أن الفكرة تعتبر قديمة [بحاجة لمصدر] إلا أن الكلمة لم تظهر في معظم معاجم اللغة حتى منتصف القرن العشرين، وكانت تعتبر كلفظة جديدة في بداية السبعينات من القرن العشرين. (misandry)
كراهية الرجال هي كلمة مشتقة من اللغة اليونانية μῖσος) misos " كراهية) و ἀνήρ) anēr, andros, مضافة إلى ἀνδρός; الرجل).
كراهية الرجال (Misandry) تأتي ضد مصطلح (Philandry) والتي تعني حب وقبول وتقدير الرجل. المصطلح الأنثوي المناظر لكراهية الرجال هو (Misogyny) ويعني كراهية وعدم الإعجاب للنساء.

## في الأدب

### الأدب الإغريقي القديم
أستاذة الدراسات الكلاسيكية في جامعة برينستون فورما زيتلين ناقشت فكرة كراهية الرجل، في مقال لها بعنوان «أنماط الجندر (الجنس) في المسرحية الاسكيلية: سبعة ضد ثيبز وثلاثية دانديد - Seven against Thebes and the Danaid Trilogy» حيث كتبت: إن أهم نقطة اتصال بين إيتيوكليس وَدانايدز -حقيقةً- هي المواقف المتطرفة والمتعلقة بالجنس الآخر: كراهية المرأة لدى إيتيوكليس كانت بمثابة ثورة عنف ضد كل النساء مهما يكن اختلافهم. 181-202) يقابلها نظيرها في الحقد الذكوري ل دانادس، التي أيضاً قاومت أبناء عمومتها المصريين بقوة واعتبرت الزواج بهم محرم، عادةَ تتوسع اعتراضاتهم إلى ضم الذكور بأكملهم ويعتبرونها مسابقة حماسيه بين الجنس والأخر (راجع الوحدة. 29, 393, 487, 818, 951(.

### النقد الأدبي
وفي كتابه «الجندر (الجنس) واليهودية: التغيير التراثي» يقول هاري برود أستاذ الفلسفة والعلوم الإنسانية في قسم الدين والفلسفة في جامعة شمال ايوا:
وفي مقدمة كتاب (أبطال أعظم الكتب الهزلية) يذكر جوليس فيفر أن هذه سخرية الرجل المثالي منا جميعا. كلارك هو الصورة المثلى للرجل مقارنة بالصورة الحقيقة لبقية الرجال. نحن خائفون، وغير أكفاء، وضعفاء، خاصة أمام النساء.
على الرغم من أن فايفر أخذ المزحه بشكل حسن، الكثير من النقاد الساخرين يرون هرومنات الكريبتونات «مادة خيالية من أسطورة سوبر مان» لكراهية الرجال، كراهيته تجسدت في كلارك وكراهية للنساء أمنيه له أن يكون لويس عاشق لكلارك (مثل حقد أوبرون تجاه تاتنا التي جعلها تحب مؤخرة شكسبير في أحلام ليالي نصف الصيف (.
ربطت الكاتبة النسوية جولي تومسون كراهية الرجل بالغيرة من الرجل، مشيرة إلى نظرية «حسد القضيب» التي أسسها سيجموند فرويد في عام 1908 عند طرحه لمفهوم التطور الجنسي لدى المرأة.

## مقارنة مع أشكال أخرى من التمييز
وفي عام 1999، قارن الكاتب المناصر للرجال وارن فاريل بين احتقار الرجال والأنماط المهينة لبشريتهم من جهة، والاحتقار الغير إنساني للفيتناميين من جهة أخرى.
في ربع القرن الماضي ظهر التمييز ضد الأعراق الأخرى وقمنا بتسميته عنصرية، وتعرضنا للتمييز ضد المرأة وقمنا بتسميته التحيز الجنسي ضد المرأة. ولكن التمييز ضد الرجل نسميه فكاهة.
قال وارن فاريل: النساء لايسمعن ما لا يقوله الرجال.
قدم أستاذ الدراسات الدينية بول ناثانسون مع كاثرين يونغ مقارنة مماثلة في سلسلة كتب «ما وراء سقوط الرجل», 2011, والتي تحدثت عن كراهية الرجال ووصفتها بأنها شكل من أشكال التحيز والتمييز التي أصبحت سمة من سمات مجتمع أمريكا الشمالية.
وفي الموسوعة العالمية للرجال والرجولة لعام 2007، قارن مارك كيولت بين كراهية الرجال وكراهية النساء، مشيرًا إلى أن «كراهية الرجال تفتقر إلى وجود التنظيم، التاريخ، المؤسسات، والقوانين المعادية الموجودة في كراهية النساء.» ويرى عالم الانثروبولوجيا ديفيد جيلمور أنه على الرغم من أن كراهية النساء«ظاهرة شبه عالمية» عند الرجال، إلا أنه لا يوجد ما يشبه ذلك عند النساء.
كتب: لا يوجد مصطلح محدد يصف كراهية الرجل بين النساء، على الأقل قبل الآن، لان ذلك لم يكن أبدًا ظاهرة اجتماعية ولم يتم التصديق على هذا المفهوم من قبل المؤسسات الاجتماعية. بناء على ذلك، فان كراهية النساء تعتبر هي الظاهرة الوحيدة المبنية على العداء بسبب الجندر (الجنس) والتي ليس لها مقابل في المجتمع البشري.
يرى جيلمور ان مصطلحًا جديدًا مثل «كراهية الرجال» لا يشير إلى كراهية الرجال لكونهم رجال، بل للدور التقليدي الذي مارسه الرجال عبر التاريخ وللثقافة الذكورية. بناء على ذلك، فهو يرى أن كراهية الرجال تختلف من حيث المبدأ عن كراهية النساء، فالأخيرة تستهدف النساء بشكل عام بغض النظر عن معتقداتهن أو أفعالهن.

## حالات
وفي كتاب (هل تجرؤ على أن تكون سيئا؟ النسوية المتطرفة في أمريكا ما بين 1967- 1975) المنشور في عام 1989، ذكرت الأكاديمية اليس ايكول ان فاليري سولاناس، النسوية المتطرفة والمعروفة بمحاولتها لاغتيال اندي وارول في عام 1968، كانت متطرفة إلى حد كبير في كراهيتها للرجال مقارنة بالنسويات الأخريات في وقتها.
وتذكر ايكولز: أن كراهية سولاناس الحادة للرجال خالفت مبادئ النسوية وحتى المتطرفة منها ذلك الوقت. فقد اعتقدت سولاناس بدونية الرجل العضوية، ودعت إلى نشوء علاقات بين النساء، واعتبرت العلاقة الجنسية بين الرجل والمرأة ملجأ للأغبياء.
يحتوي النص على ملامح من نظرية التحليل النفسي لفرويد: كنظرية الحادث العضوي، الجنس الغير مكتمل، «حسد القضيب»، والتي تحولت إلى «حسد الفرج». تم تشخيص سولاناس لاحقًا بانفصام الشخصية والاكتئاب، ويعتقد بعض من المراقبين لها بأنها كانت تعاني من هذه الأمراض أثناء عملها في الكتابة.
يرى كلا من ناثنسون ويونغ أن النسوية الفكرية أسست لوجود كراهية الرجال في المجتمع.
حلل كتابهما (كراهية الرجال المنتشرة) الإنتاج الفني والثقافي للتسعينات بدئا من الأفلام ووصولًا إلى بطاقات المعايدة التي تحتوي جميعها على رسائل معادية للرجال. أما كتابها (تشريع كراهية الرجال) الصادر في عام 2005 وهي الثاني في سلسلة كتبهما، يسلط الضوء على قوانين أمريكا الشمالية المتعلقة بكراهية الرجال.
وفي عام 2002 كتبت الناقدة شارلوت هيز «أن فلسفة مناهضة الذكر والتي أتت من النسوية الراديكالية، قد تمت تصفيتها داخل الثقافة بشكل واضح وهو أمر لا جدال فيه، وبكل تأكيد أصبح هذا الموقف منتشراً جداً وبالكاد يمكننا ملاحظته»
و قال عالم الاجتماع انطوني سينوت أن حقيقة كراهية الرجل لا يمكن إنكارها، عندما ينظر المرء إلى التصورات الثقافية والأكاديمية والإعلامية للرجل. وذكر أن نظرية كراهية الرجل في كل مكان، مقبولة ثقافياً ومعيارياً، وأنها إلى حد كبير لا يمكن رؤيتها، تدرس بطريقة مباشرة وغير مباشرة من قبل النساء والرجال، من العمى للواقع، إنها تجرد من الإنسانية وهي خطيرة وضارة جداً للرجال والنساء بكل الأحوال" وانتقد أيضاً الدراسات الحديثة عن الرجال بأنهم لا إنسانيون، بأنها دراسات تفتقر إلى الموضوعية والواقع الإحصائي.

## ويندي مسيلروي
ويندي مسيلروي، واحدة من المنادين بحقوق المرأة، كتبت في عام 2001 أن بعض المطالبات بحقوق المرأة "أعادوا تعريف نظرية الحركة من الجنس الآخر" كـ "الغصب الشديد اتجاه الرجال ويبدو انه تحول إلى كراهية باردة" وقد جادلت في موضع كراهية الرجال. بالنظر للرجال كطبقة مغتصبة أو لا يمكن إصلاحها. وذكرت مسيلوري " أن فكرًا جديدًا بات يحتل الصدارة.. الراديكالية أو الجنس.
النسوية هن التيار لوحيد الذي تحالف مع حركة التصحيح السياسي التي تدين لبانورما الحضارة الغربية المتحيزة ضد المرأة والعنصرية بسلعة "Dead white males"

## انتقاد استخدام مصطلح "Misandry"
عام 1997 ذكر عالم الاجتماع آلان جونسون في كتابه عقدة الجنس كشفت تراثنا البطريركي، أن اتهامات كره الرجال استخدمت لاسكات المطالبات بالمساواة بين الجنسين وتحويل الانتباه إلى الرجال بطريقة تعزز من ثقافة المحور الذكري. جونسون لاحظ أن مصطلح Misandry: (كراهية الرجال) لم يظهر في المعاجم حتى وقت قريب، والمقارنات بينه وبين مصطلح Misogyny: (كراهية النساء) فوجدها حركة مظللة وذلك لأن الثقافة السائدة لا تعرض أي مقارنة ضد الايدولوجية الذكورية.
قال في كتابه أن الاتهام بكراهية الرجال يحط من قدر حركة المطالبين بحقوق المرأة والمساواة بين الجنسين،
«الناس غالبا حائرين بين الرجال كأفراد مستقلين والرجال كمجموعة مسيطرة وذات امتياز» وكتب أنه بالنظر إلى «واقع اضطهاد المرأة، وامتياز الذكور، ونفوذ الرجال على حد سواء فإنه من غير المستغرب أن كل امرأة يجب أن تكون لديها لحظات تمقت فيها الرجال أو حتى تكرههم».

## الاستغناء عن الرجل
كتب المُعلِّم والناشط وارين فاريل رؤيته عن تهميش الرجال بصورة فريدة في ما يسميه «الاستغناء»، وهي الطريقة التي يُعامل بها الرجال عن طريق إيكال أخطر المهام لهم، بالتحديد مهمة التجنيد والتعدين، حيث كانت هاتين الوظيفتين للرجال بصورة حصريّة، ويستمر ذلك إلى الآن. وفي كتابه «أسطورة قوة الرجل The Myth of Male Power» يجادل فاريل أن المجتمعات الأبويّة لا تصيغ القواعد التي تفيد الرجال على حساب النساء. يقترح فاريل مقارنة متوسط العمر المتوقَّع بين الرجال والنساء لمعرفة من المستفيد من «حكم الرجال»، والنتيجة هي أنه أقل في الرجال، كما أن مُعدَّل الانتحار أعلى عند الرجال.
وفيما يخصُّ الاستغناء عن الرجال، كتب أستاذ علم النفس الاجتماعيّ روي ف. باوميستر:
إن فكرة المجتمع «الأبويّ»، بالرغم من مغالطتها في إهمال كل الرجال القابعين في قاع المجتمع، تنطوي على أن امتياز بعض الأعضاء من الرجال الأقوياء من الصفوة يُعتبر أكثر قيمة في نظر الثقافة من أي شخص آخر. بالرغم من أن حياتهم لا تساوي حياة النساء من الطبقات الاجتماعية الدنيا. ليس لدى تلك النساء الكثير من المال أو القوة أو الوجاهة الاجتماعيّة، ولكنهن لديهن فضيلة كونهن نساء ببساطة، لقد حازت النساء على امتياز الحصول على المقاعد القليلة من قوارب النجاة أثناء غرق السفينة، بينما وقف الرجال بستراتهم باهظة الثمن مشاهدين إياهن يرحلن بتلك القوارب.

## في الحركة النسويّة
تجادل النسويّة أليس إيكولز، في كتابها الصادر عام 1989، «سيئ عمدًا: النسوية الراديكاليّة في أمريكا» أن النسوية الأمريكيّة فاليري سولاناز، المعروفة بمحاولة قتل الفنان أندي وارهول في 1968، أظهرت مستوى متطرِّف من كراهية الرجال مقارنة بأي نسويّة راديكاليّة أخرى، تقول إيكولز:
انتقدت أندريا دوركين الحتميّة البيولوجيّة المنتشرة في أوساط النسويّة الراديكاليّة، حيث وجدتها، في 1977، «في صورة متزايدة في الحلقات النسويّة»، في صدى لرؤى فاليري سولاناز أن الرجال أدنى بيولوجيًّا من النساء وأكثر عنفًا بالطبيعة، مما يتطلَّب إبادة جندريّة للسماح بنشوء «امرأة عليا جديدة» (في مقابلة للإنسان الأعلى الذي اقترحه فردريك نيتشه)
ناقشت الكاتبة بيل هوكس قضايا كراهية الرجال خلال الفترات الأولى من تحرير المرأة كرد فعل على القمع الذي تعرَّضت له النساء في المجتمع الأبويّ والنساء اللاتي تعرَّضن لمعاملات سيئة من الرجال خارج الحركات الاجتماعيّة غير النسويّة. إنها تنتقد أيضًا النسويّة الانفصاليّة باعتبارها «رجعيّة» لدفاعها عن مفاهيم مثل لا أخلاقيّة الرجال فطريًّا وأنهم أدنى من النساء وليس لديهم القدرة على إنهاء توجهاتهم الانحيازيّة جنسيًّا ولا أن يستفيدوا من الحركات النسويّة.
في «النسويّة للجميع» تجادل هوكس أن النسويّات اللاتي انتقدن التحيُّز ضد الرجال في الحركات النسويّة الأولى لم يُسلَّط عليهن الضوء بما يكفي من الإعلام وتقول «عملنا النظريّ الانتقاديّ لموجة شيطنة الرجال كعدو لم يُغيِّر من وجهة نظر النساء المعاديات للرجال». ترى هوكس أن هذه الشيطنة ساهمت في خلق صدع بين حركات الرجال وحركات النساء.
بالرغم من أن هوكس لا تسمي واحدة من دعاة الانفصاليّة، ربما تكون رؤية ماري دالي اليوتيوبيّة عن عالم يخلو من الرجال والنساء المغايرات جنسيًّا مثالًا على هذه النزعة. تجادل دالي أن المساواة الجنسيّة بين الرجال والنساء ليست ممكنة وأن النساء يجب أن يحكمن الرجال بسبب قدراتهن المتفوقة. تجادل دالي لاحقًا: «إذا أردنا للحياة أن تنجو على هذا الكوكب، فيجب تطهير الأرض، أعتقد أن ذلك سيُصحَب بعمليات ثوريّة سينتج عنها تقليل ملحوظ في عدد الرجال».
جادل كل من بول ناثانسون وكاثرين ك. يونغ أن هناك رؤيتين نسويّتين متعارضتين، وهما «النسويّة الأيديولوجيّة» في مقابلة «النسويّة المساواتيّة»، وأن الأولى ساعدت في نمو كراهيّة الرجال في الثقافة. وفي كتابهما الصادر عام 2001، «نشر كراهية الرجال Spreading Misandry»، حللا «المنتجات الثقافيّة منذ تسعينات القرن الماضي» من الأفلام حتى بطاقات المعايدة التي يعتبرونها من دلائل نشر رسائل مُحرِّضة لكراهية الرجال. وكذلك كتابهما الثاني في السلسلة «شرعنة كراهية الرجال Legalizing Misandry» حيث وضعوا تركيزًا خاصًا على قوانين شمال أمريكا.
كتبت ويندي مكيلروي، النسويّ الفردانيّة، عام 2001 أن بعض النسويّات «أعدن تعريف رؤى حركة الجنس الآخر» لتكون «غضب عارم تجاه الرجال تحوَّل إلى كراهية باردة.» وجادلت أن موقف كراهية الرجال يعتبر الرجال مغتصبين بصورة تعميميّة.
في مقال عام 2016، وصفت الصحفيّة كاثي يونغ ما أسمته «حلقة حاليّة من كراهية الرجال» في النسويّة. وتشرح أن تلك الحلقة تشمل استخدام مصطلح «تفسير باستعلاء ذكوريّ mansplaining» واستخدام كلمة «رجل» كاختصار مُهين. صيغ مصطلح «تفسير باستعلاء ذكوريّ» لأول مرة بعد ظهور مقال «الرجال يشرحون الأشياء لي» طبقًا للكاتبة النسويّة ريبيكا سولنيت.

## التوجهات العامة
انتقد حقوقيّو الرجال والمجموعات الذكوريّة القوانين الحديثة بخصوص الطلاق والعنف الأسريّ والاغتصاب كأمثلة على الكراهية المُنظَّمة للرجال.
في دراسة من 488 طالب جامعة بخصوص التحيُّز الجنسيّ الملتبس تجاه الرجال، وجد الباحثون أن النساء اللاتي لا يعتبرن أنفسهن نسويّات كنَّ أكثر عداءً تجاه الرجال من النسويّات، ولكنهن كنَّ أيضًا يحملن رؤى أكثر كرمًا تجاه الرجال.
في دراسة على 503 من النساء مغايرات الميل الجنسيّ، وجد علماء النفس الاجتماعيّ علاقة بين الارتباط غير الآمن والتحيُّز الجنسيّ العدائيّ تجاه الرجال، بينما يتساءل آخرون ما إذا كانت النسويّة بالكامل قائمة على كراهيّة الرجال.
فحص أساتذة الدراسات الدينيّة بول ناثانسون وكاثرين يونغ عمليّة مؤسسيّة كراهية الرجال في المجال العام في كتاب 2001 «ما وراء سقوط الرجل Beyond the Fall of Man»، حيث تشير إلى كراهية الرجال كـ«شكل من التحيُّز والتمييز أصبح مؤسسيًّا في مجتمع أمريكا الشماليّة»، ويكتبان «نفس المشكلة التي منعت الاحترام المتبادل بين اليهود والمسيحيّين، تعاليم الاحتقار، تمنع الآن الاحترام بين الرجال والنساء.»
كتب الأستاذ في جامعة ستانفورد فيليب زمباردو لـ«سيكولوجي توداي»، مجادلًا أن هناك فجوة في التعاطف بين الرجال الصغار والنساء الصغيرات، حيث تحظى النساء الصغيرات بتعاطف أكبر بينما يُشيطَن الرجال ويتلقون رسائل متعارضة حول السلوك المقبول وهذا يساهم في تأثيرات سلبيّة مثل ارتفاع نسبة انتحار صغار الرجال.

## في سياسات الحكومة
في نوفمبر 2015، أفادت التقارير أن الحكومة الكنديّة سوف توفِّر ملجأ لآلاف اللاجئين السوريّين، باستثناء الرجال. حيث شمل اللجوء النساء العازبات والعائلات والصغار الفرادى. وفي 2017، ادعى مقال في «نيوزديبلي» أن تلك السياسات مازالت مستمرة. أفاد الكاتب أن الحكومات تتصرف بناءً على افتراض وتحيُّز ضد الرجال العرب بأنهم إرهابيّون محتملون، بدلًا من اعتبارهم لاجئين.

## اختلافها عن بعض النساء
يجادل عالم الاجتماع آلان ج. جونسون في «عقدة الجندر: كشف تراثنا الأبويّ The Gender Knot: Unraveling our Patriarchal Legacy» أن اتهامات كراهية الرجال ظهرت لتحويل الاهتمام عن النسويّة إلى الرجال، مما يدعم الثقافة المتمحورة حول الرجل. يؤكِّد جونسون أن الثقافة لا تعرض أيديولوجيا كارهة للرجال مقارنة ببغض النساء، «يخطئ الناس ويخلطون بين الرجال كفئة ذات امتيازات مهيمنة في المجتمع وبين الرجال كأفراد من الناس» وأنه «نظرًا لواقعيّة قمع النساء وامتيازات الرجل ودعم الرجل لكليهما، لن يكون هناك داعي للعجب من مرور كل سيدة بلحظات ربما تحتقر فيها أو تبغض الرجال».
يجادل مارك أ. أوليتي في «الموسوعة الدوليّة للرجال والذكورة International Encyclopedia of Men and Masculinities» أن «كراهية الرجال تفتقر إلى الدعائم النظاميّة التاريخيّة القانونيّة المؤسساتيّة التي دعمت بغض النساء»، إنه يرى أن رسم تشابه بين كراهية الرجال وبغض النساء يبسِّط علاقات الجندر والقوة بين الجنسين بصورة مخلّة.